# Барлоґі (Конінський повіт)
Барлоґі (пол. Barłogi) — село в Польщі, у гміні Жґув Конінського повіту Великопольського воєводства.
Населення — 202 особи (2011).
У 1975-1998 роках село належало до Конінського воєводства.

## Демографія
Демографічна структура станом на 31 березня 2011 року:
|          | Загалом | Допрацездатний вік | Працездатний вік | Постпрацездатний вік |
| -------- | ------- | ------------------ | ---------------- | -------------------- |
| Чоловіки | 96      | 27                 | 57               | 12                   |
| Жінки    | 106     | 24                 | 56               | 26                   |
| Разом    | 202     | 51                 | 113              | 38                   |